# قرعد (البيضاء)

تعديل مصدري - تعديل

قرعد هي إحدى قرى عزلة السوداء وال عيسى وحي بمديرية البيضاء التابعة لمحافظة البيضاء، بلغ تعداد سكانها 1546 نسمة حسب تعداد اليمن لعام 2004.